# Borough (Nueva York)

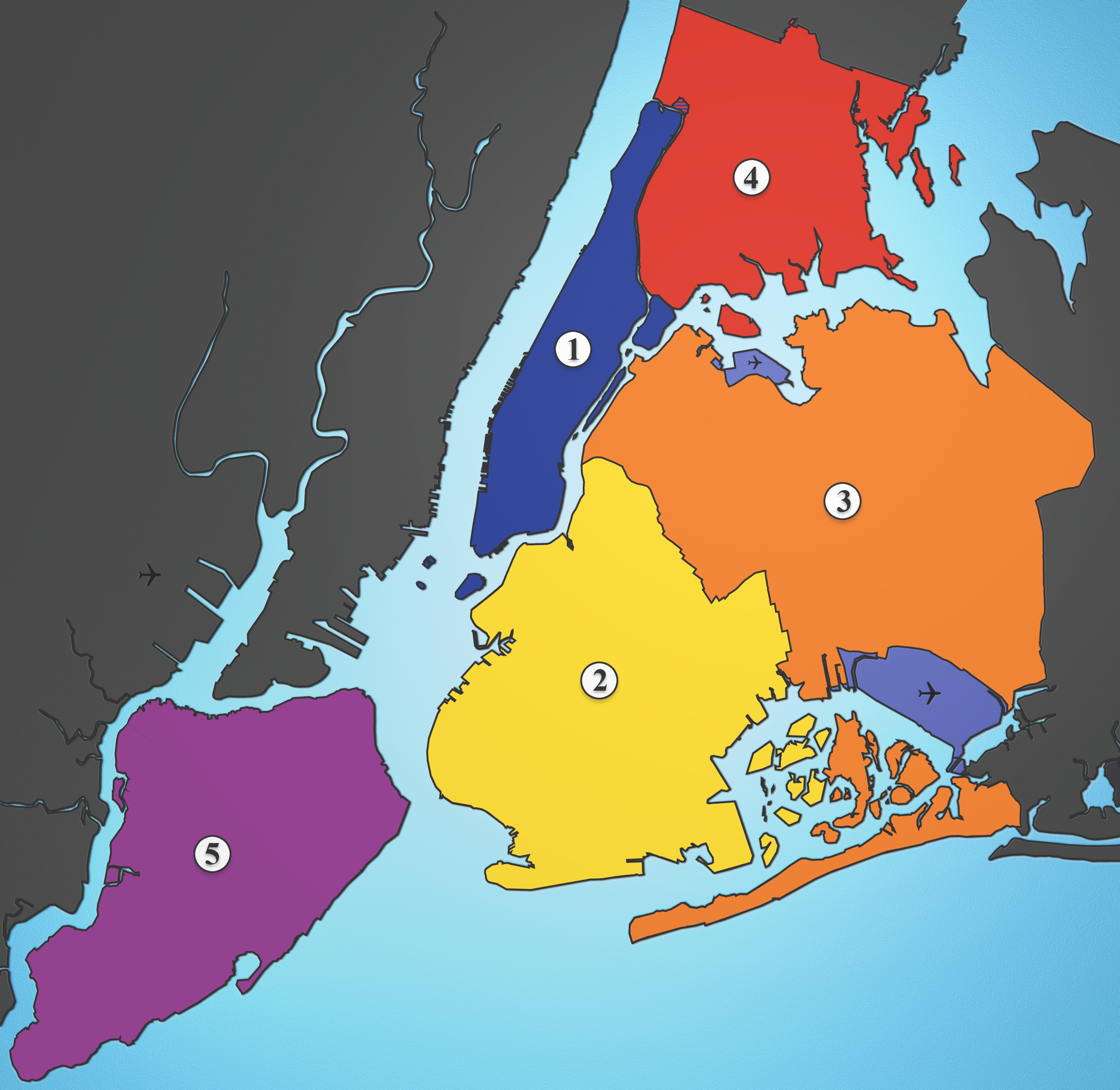
Los 5 boroughs (distritos) de la ciudad de Nueva York son 1: Manhattan, 2: Brooklyn, 3: Queens, 4: El Bronx y 5: Staten Island.
De los tres aeropuertos neoyorquinos dos se encuentran en Queens (n.º 3): al sur el JFK (John F. Kennedy) y al norte el de LaGuardia. El de Newark, en el estado de Nueva Jersey, está 14 km al suroeste de Manhattan (n.º 1) y 4 km al noroeste de Staten Island (n.º 5).

La ciudad de Nueva York (en Estados Unidos) abarca cinco divisiones administrativas a nivel de condado llamadas boroughs (distritos): El Bronx, Brooklyn, Manhattan, Queens y Staten Island. Cada borough coincide además con uno de los respectivos condados del estado de Nueva York. Los boroughs de Queens y El Bronx son concurrentes con los condados del mismo nombre, mientras que los boroughs de Manhattan, Brooklyn y Staten Island corresponden a los condados de Nueva York, Kings y Richmond, respectivamente.
Estos cinco boroughs han acogido a diferentes culturas que a lo largo de los años han perfilado sus propias costumbres, conformando lo que se conoce como "los contrastes de Nueva York".
El término "boro" (borough) se adoptó para describir una forma única de administración gubernamental para cada una de las cinco partes constituyentes fundamentales de la recién creada ciudad. Técnicamente, en virtud de la Ley del Estado de Nueva York, un boro es una corporación municipal que se crea cuando un condado se fusiona para ser parte de la ciudad. Esto difiere significativamente de las formas típicas de borough que se utiliza en Connecticut, Nueva Jersey, Pensilvania y Alaska, entre otros.
A diferencia del condado, cada boro está representado por un presidente con poderes ejecutivos reducidos; además, no hay funciones legislativas en él. El verdadero poder ejecutivo reside en el alcalde de Nueva York y las funciones legislativas recaen en los miembros del Consejo Municipal de Nueva York.
La ciudad de Nueva York también se conoce en inglés como the five boroughs. Esta frase se utiliza para referirse a Nueva York como ciudad y evitar confusiones con el área metropolitana de Nueva York. Además, es utilizada por los políticos para hacer énfasis en la existencia de cinco divisiones y evitar el centralismo en Manhattan.

## Condados
| Los cinco boroughs de la ciudad de Nueva York |                      |              |        |         |
| Jurisdicción                                  | Jurisdicción         | Población    | Área   | Área    |
| Borough                                       | Condado              | Censo (2020) | mi²    | km²     |
| El Bronx                                      | Bronx                | 1.472.654    | 42     | 109     |
| Brooklyn                                      | Kings                | 2.736.074    | 71     | 183     |
| Manhattan                                     | Nueva York           | 1.694.251    | 23     | 59      |
| Queens                                        | Queens               | 2.405.464    | 109    | 283     |
| Staten Island                                 | Richmond             | 495.747      | 58     | 151     |
| Ciudad de Nueva York                          | Ciudad de Nueva York | 8.804.190    | 303    | 786     |
| Estado de Nueva York                          | Estado de Nueva York | 20.201.249   | 47 214 | 122 284 |
| Fuente: United States Census Bureau           |                      |              |        |         |

Cada borough corresponde a un condado del Estado de Nueva York.
| Borough       | Condado               | Ubicación                                |
| El Bronx      | condado de Bronx      | único de los 5 boroughs en el continente |
| Brooklyn      | condado de Kings      | isla de Long Island                      |
| Manhattan     | condado de Nueva York | isla de Manhattan                        |
| Queens        | condado de Queens     | isla de Long Island                      |
| Staten Island | condado de Richmond   | isla de Staten Island                    |

La isla de Long Island alberga cuatro condados, dos de los cuales pertenecen a la Ciudad de Nueva York (Brooklyn y Queens), ambos en la parte occidental de la isla. En la parte oriental se encuentran los condados de Nassau (1.339.532 habitantes) y Suffolk (1.493.350 habitantes). En términos geográficos, cuando los neoyorquinos se refieren a Long Island suelen referirse a estos dos últimos condados suburbanos y no a los dos neoyorquinos. La isla de Long Island cuenta en total con 7.700.000 habitantes.

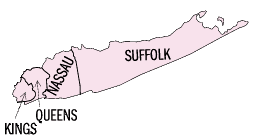
Los cuatro condados de Long Island. El condado de Kings alberga el borough de Brooklyn; y el condado de Queens, el borough de Queens (ambos pertenecientes a la ciudad de Nueva York), a los que hay que sumar los condados de Nassau y Suffolk.